# 阿斯费尔德
阿斯费尔德（法語：Asfeld，法語發音：[asfɛld]）是法国大東部大區阿登省的一个市镇，属于勒泰勒区。

## 历史
1971年，市镇瑞藏库尔并入阿斯费尔德。

## 地理
阿斯费尔德（49°28'8"N, 4°7'6"E）面积22.19 平方千米，位于法国大東部大區阿登省，该省份为法国北部内陆省份，西接埃纳省，南至马恩省，东临默兹省，北与比利时接壤。
与阿斯费尔德接壤的市镇（或旧市镇、城区）包括：艾尔、阿沃、乌迪尔库尔、鲁瓦济、圣日耳曼蒙、维约莱萨斯费尔德。

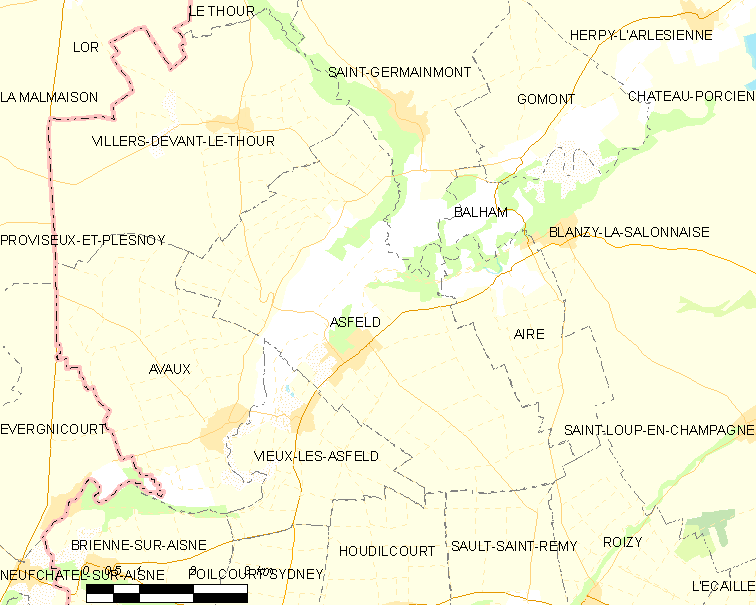
阿斯费尔德的OSM定位图

阿斯费尔德的时区为UTC+01:00、UTC+02:00（夏令时）。

## 行政
阿斯费尔德的邮政编码为08190，INSEE市镇编码为08024。

## 政治
阿斯费尔德所属的省级选区为波尔西安堡县。

## 人口

1962-2008年间阿斯费尔德人口变化图示

阿斯费尔德于2022年1月1日时的人口数量为1081人。